# (36752) 2000 RZ69
2000 RZ69 (asteroide 36752) é um asteroide da cintura principal. Possui uma excentricidade de 0.11077130 e uma inclinação de 8.59373º.
Este asteroide foi descoberto no dia 2 de setembro de 2000 por LINEAR em Socorro.